# Michael Copon
 (avril 2016).
Si vous disposez d'ouvrages ou d'articles de référence ou si vous connaissez des sites web de qualité traitant du thème abordé ici, merci de compléter l'article en donnant les références utiles à sa vérifiabilité et en les liant à la section « Notes et références ».
Michael Sowell Copon (né le 13 novembre 1982 à Chesapeake en Virginie) est un acteur, chanteur, producteur, auteur-compositeur-interprète et mannequin américain. Il est plus connu pour avoir incarné Felix Taggaro dans la série Les Frères Scott, Lucas Kendall dans Power Rangers : La Force du temps et Penn dans le téléfilm American Girls 4.

## Biographie
Michael est né et a grandi à Chesapeake en Virginie avec ses parents, Berlin Copon, un Philippin, et Monika Zelasko, une Germano-Américaine. Il a une sœur cadette, Nichole Cumbie, qui a eu une fille Cheyanna (née en 2011), ainsi que deux frères cadets. Ses parents ont divorcé alors qu'il était au lycée ; il a une belle-mère et un beau-père. Lorsqu'il était au lycée, tout le monde le surnommait "The Supreme Philippine".

## Carrière
Michael a fait partie de l'équipe de football de son lycée. Une fois diplômé, il quitte sa ville natale pour Los Angeles pour devenir acteur. À L.A., il est remarqué par un photographe et engagé par l'agence L.A. Models and Talents. Il décroche des contrats pour des publicités et des magazines. En 2001, à l'âge de 19 ans, il est choisi parmi 40 autres candidats pour incarner le rôle de Lucas Kendall dans Power Rangers : La Force du temps. Après l'arrêt de la série, il continue de travailler son jeu d'acteur avec un coach. En 2004, il apparaît dans le clip "Backflip" de Raven-Symoné. Il joue dans un épisode de la série La Guerre des Stevens sur Disney Channel puis il part travailler comme mannequin à Hong Kong. Son contrat à Hong Kong terminé, il retourne aux États-Unis et obtient le rôle de Felix Taggaro dans la série Les Frères Scott pendant 11 épisodes. En 2005, il participe en tant que candidat à l'émission de télé-réalité But Can They Sing ? et il gagne. De 2006 à 2009, il incarne Vin Keahi, personnage récurrent dans la série dramatique Makaha Surf. En 2008, il apparaît dans le clip "Amore Miracle" du groupe The G-Girlz. Le 8 septembre 2010, il sort son premier single, "Let's Get Nasty". Il joue dans le thriller/horreur Killer Holiday qui sort le 14 octobre 2011.
En Avril 2011, Michael assure la première partie des concerts du chanteur Bruno Mars aux Philippines.

## Vie privée
Michael serait sorti avec l'actrice Ashley Benson durant le tournage du film American Girls 4 en 2007 (il l'aurait confirmé sur sa page MySpace). Ensuite il est sorti avec Cassie Scerbo, également rencontrée sur le tournage du film American Girls 4 de juillet 2007 à juillet 2008. En 2009, il est sorti avec le mannequin Katy Johnson (née le 16 avril 1988). La même année, il serait sorti avec l'actrice, Bobbi Sue Luther, rencontrée sur le tournage du film Night of the Demons en 2008. Il est actuellement célibataire.

## Filmographie

### Films
- 2001 : Power Rangers Time Force - Quantum Ranger: Clash for Control de Isaac Florentine (en) et Koichi Sakamoto (en) : Lucas Kendall / Ranger du temps bleu
- 2001 : Power Rangers Time Force: Photo Finish de ??? : Lucas Kendall / Ranger du temps bleu
- 2002 : Power Rangers Time Force: The End of Time de Worth Keeter et Koichi Sakamoto (en) : Lucas Kendall / Ranger du temps bleu
- 2002 : Power Rangers Time Force: Dawn of Destiny de Worth Keeter et Koichi Sakamoto (en) : Lucas Kendall / Ranger du temps bleu
- 2005 : Dishdogz (en) de Mikey Hilb : Palmer
- 2006 : Au-delà des limites (All You've Got) de Neema Barnette (en) : Artie Sanchez
- 2006 : Elevator de Bryan Theodore : le gars sexy à la fête (court-métrage)
- 2007 : American Girls 4: La Guerre des blondes / Le tout pour le tout: À nous la victoire (Bring It On: In It To Win It) de Steve Rash : Penn
- 2008 : Le Roi Scorpion 2: Guerrier de légende / Le roi Scorpion: L'avènement d'un guerrier (The Scorpion King 2: Rise of a Warrior) de Russell Mulcahy : Mathayus
- 2009 : Dark House de Darin Scott : Greg
- 2009 : La Nuit des Démons (Night of the Demons) de Adam Gierasch : Dex
- 2010 : Elektra Luxx de Sebastian Gutierrez : Lamberto
- 2010 : BoyBand (en) de Jon Artigo : Brad
- 2011 : 247°F (en) de Levan Bakhia et Beqa Jguburia : Michael
- 2012 : Music High de Mark Maine : Tommy
- 2013 : Killer Holiday de Marty Thomas : Melvin « Spider » Holiday - également producteur
- 2015 : Awaken de Mark Atkins : Nick
- 2015 : La Migra de Mark Maine : agent Diego Chavez / Tommy / lui-même
- 2015 : Fearless de Mark Maine : agent Diego Chavez / Tommy / lui-même - également producteur
- 2016 : Worth the Price de lui-même : Jake Williams - également scénariste et producteur

### Télévision

#### Téléfilms
- 2006 : Sideliners de Kamala Lopez (en) : Joey Ambrose

#### Séries télévisées
- 2001 : Power Rangers : La Force du temps (Power Rangers: Time Force) : Lucas Kendall / Ranger du temps bleu (rôle principal, 40 épisodes[1])
- 2002 : Power Rangers : Force animale (Power Rangers: Wild Force) : Lucas Kendall / Ranger du temps bleu (2 épisodes[2] - saison 1, épisodes 24 et 25)
- 2003 : La Guerre des Stevens (Even Stevens) : un gars à la plage (saison 3, épisode 20)
- 2004 - 2005 : Les Frères Scott (One Tree Hill) : Felix Taggarro (12 épisodes[3])
- 2005 : Scrubs : Pedro (saison 4, épisode 22)
- 2005 : Reno 911, n'appelez pas ! (Reno 911!) : Kane (saison 3, épisode 10)
- 2005 - 2006 : Phénomène Raven (That's So Raven) : Ricky (2 épisodes - saison 3, épisode 14 / saison 4, épisode 8)
- 2006 - 2009 : Makaha Surf (Beyond the Break) : Vin Keahi (rôle récurrent, 21 épisodes[4])
- 2008 : Greek : Shane (2 épisodes - saison 1, épisodes 18 et 21)
- 2009 : Les Experts : Miami (CSI: Miami) : Walter Leeson (saison 7, épisode 12)
- 2010 : Hawaii 5-0 : Junior Satele (saison 1, épisode 3)

#### Émission de télévision
- 2005 : Room Raiders (en) : lui-même (saison 4, épisode 16)
- 2005 : But Can They Sing? (en) : lui-même / participant
- 2011 : Les Kardashian à New York (Kourtney & Kim Take New-York) : lui-même (saison 3, épisode 1)

### Jeux vidéo
- 2001 : Power Rangers Time Force (en) : Lucas Kendall / Ranger du temps bleu (voix)

### Clips vidéos
- 2004 : Backflip de Raven-Symoné
- 2009 : Give You Everything de Erika Jayne

## Musique
- "Let's Get Nasty"
- "Hey Girl"
- "Love Should Be A Crime"
- "I Want You Forever"
- "Twitter Girl"